# 芹沢薬品
芹沢薬品株式会社（せりざわやくひん、Serizawa Chemical Co.,Ltd.）は、静岡県沼津市に本社を置き、主に無機化学品を製造販売している。商社部門では東京、静岡の2支店を展開し、基礎化学薬品、溶剤、装置、食品添加物、自動車用尿素水など幅広いアイテムを展開する。

## 沿革
- 昭和33(1958)年　「芹澤薬品有限会社」を設立、資本金200万円　槙島町(現:西島町)・清水町に倉庫を設け配送・小分業務開始
- 昭和35(1960)年　資本金400万円に増資
- 昭和44(1969)年　資本金1300万円に増資
- 昭和55(1980)年　株式会社に改組(10月3日)沼津市小諏訪に「芹澤薬品配送センター(現:小諏訪事業所)」開設　清水町倉庫・槙島倉庫(現:西島事業所)を封鎖し、配送センターに統合
- 平成5(1993)年	　「芹沢薬品株式会社」に登記変更【澤→沢】(11月1日)
- 平成7(1995)年	　資本金4,550万円に増資
- 平成13(2001)年　配送センター増築(10月)希硫酸製造設備を新設、製造開始(600t/月)
- 平成17(2006)年  尿素水製造設備・活性汚泥用栄養剤製造設備を新設
- 平成20(2008)年  槙島倉庫跡地に「西島事業所」開設 製紙用薬剤を製造開始
- 平成25(2013)年  車載用尿素水を製造開始

## 事業所
- 本社

静岡県沼津市吉田町28番24号
- 小諏訪事業所(配送センター）

静岡県沼津市小諏訪字正改5-2
- 西島事業所

静岡県沼津市西島町3-21
- 東京事業所

東京都千代田区内神田3-3-13第2斉藤ビル2-A
- 比奈化学株式会社(関連会社)

静岡県富士市比奈315-4
- 三協化学株式会社(関連会社)

静岡県富士市中里大坪新田2608-52(浮島工業団地内)